# Mikroploča Victoria
Mikroploča Victoria ili Ploča Victoria je mala tektonska ploča u istočnoj Africi. Sa svih strana je omeđen dijelovima aktivnog istočnoafričkog rascjepnog sustava. Trenutno se okreće u smjeru suprotnom od kazaljke na satu. Njene su granice bliske onima većinom arhejskog Tanzanijskog kratona, s dva kraka rascjepnog sustava koji su se širili duž okolnih proterozojskih pojaseva smicanja. Na sjeverozapadu, zapadu i jugozapadu graniči s Nubijskom pločom, na sjeveroistoku i istoku sa Somalskom pločom i na jugoistoku s pločom Rovuma.